# Палац Акасака
Палац Акасака (яп. 赤坂離宮), або Державний гостьовий будинок (яп. 迎賓館) — один з двох гостьових будинків уряду Японії. Спочатку він був збудований як імператорський палац для наслідного принца в 1909. В даний час він офіційно використовується для проживання високопосадовців інших держав. Палац розташований у Мото Акасака (район Мінато, Токіо). Свої поточні функції виконує з 1974. У 2009 йому надано статус Національного скарбу Японії.

## Огляд
Загальна площа приміщень палацу - 15 000 м², а комплекс в цілому, що включає невелику будівлю в японському стилі, займає 117 000 м².
Головна будівля палацу - єдина споруда в Японії в стилі необароко. Нагадує Букінгемський палац. Це також одна з найбільших будівель епохи Мейдзі.
Територією комплексу проходить дорога, яка має перехресть і оперізує палац. Її довжина – близько 3,25 км.

## Історія

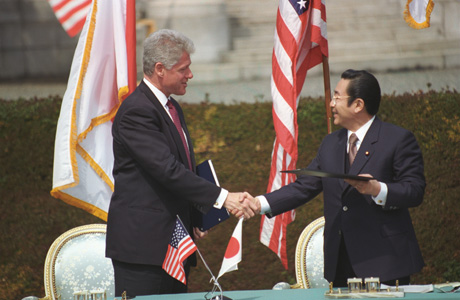
Зустріч прем'єр-міністра Японії Р. Хасімото та президента США Біла Клінтона у палаці Акасака у 1996

На території, яку сьогодні займає палац Акасака, раніше розташовувалася резиденція правителів князівства Кисю, бічної гілки правлячої династії Токугава. Після реставрації Мейдзі рід Оварі передав землю імператорському двору.
Будівля палацу в стилі необарокко, спроектована архітектором Катаяма Токума, учнем Джосайї Кондера, зведена в 1899-1909 як резиденція наслідного принца. Спочатку палац отримав назву Тогу (яп. 東宮御所, «палац для наслідного принца»), а потім, коли резиденція принца перемістилася в інше місце, перейменований в Акасака.
Наслідний принц Хірохіто, будучи регентом, прожив у палаці Акасака п'ять років. Спочатку він збирався прожити там недовгий час, поки йшов ремонт його основної резиденції, і в'їхав туди 28 серпня 1923. Однак через чотири дні, 1 вересня, Японія пережила великий землетрус Канто і принцу довелося затриматися в новому житлі. У ці роки він одружився з принцесою Нагако, і у них народилося дві дочки, Сіґеко та Сатіко (остання померла через півроку). Хірохіто покинув палац лише у вересні 1928, за два місяці до коронації.
Після Другої світової війни імператорський двір відмовився від володіння палацом Акасака. У ньому розмістилися деякі державні установи, у тому числі створена у 1948 Національна парламентська бібліотека, Законодавче бюро та Організаційний комітет Олімпійських ігор 1964.
У результаті повоєнного економічного відродження японський уряд став відчувати необхідність створити державний гостьовий будинок. Як гостьовий будинок використовувалася колишня резиденція принца Ясухіко (нині Токійський столичний художній музей «Тейєн»), але вона була надто малою для цієї мети. У 1967 ухвалено рішення відреставрувати колишній палац Акасака та заснувати там гостьовий будинок. Реставрація під керівництвом архітектора Того Мурано тривала понад 5 років і обійшлася в 10,8 млрд ієн, завершившись у 1974.
Першим офіційним гостем, який зупинився в палаці, став президент США Джеральд Форд у 1974 — це був перший візит президента США, який перебував на посаді, до Японії. З того часу палац є місцем проживання глав і представників інших держав, що відвідують Японію, а також місцем проведення міжнародних конференцій, таких як саміти «Великої сімки» (1979, 1986 і 1993) та АТЕС.
У 2006-2009 комплекс закрито на реставрацію, але у квітні 2009 знову відкрито. У грудні 2009 головна будівля, головні ворота та сад з фонтаном визнані Національним скарбом Японії. Це перше оновлення списку Національних скарбів із часів реставрації Мейдзі.

## Гастхоф в Кіото
17 квітня 2005 у Кіото відкрито другий гостьовий будинок, площею 16 000 м². Комплекс, чия загальна площа складає 20 000 м², знаходиться в районі Камігьо.

## Галерея

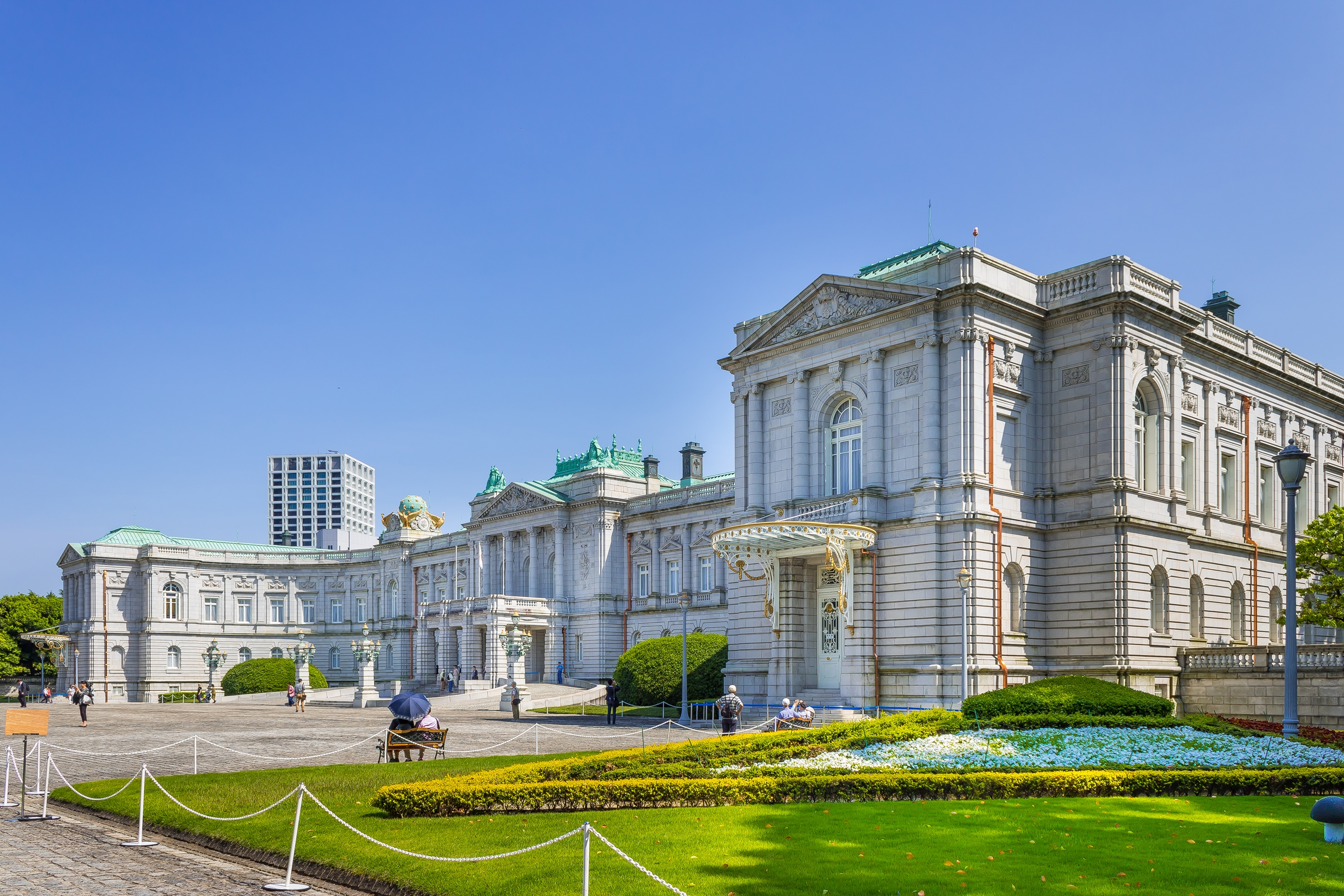
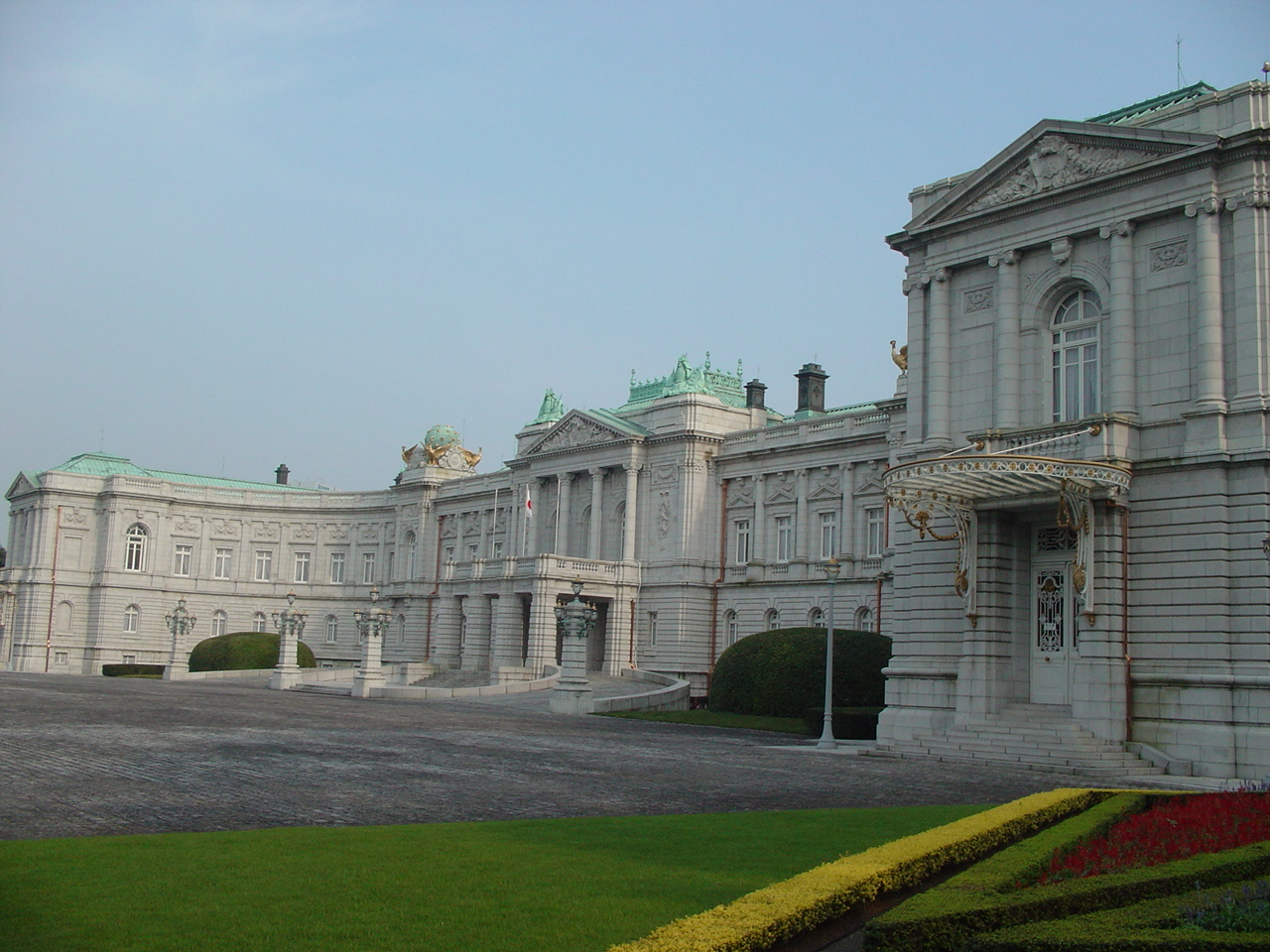
Головна будівля та сад
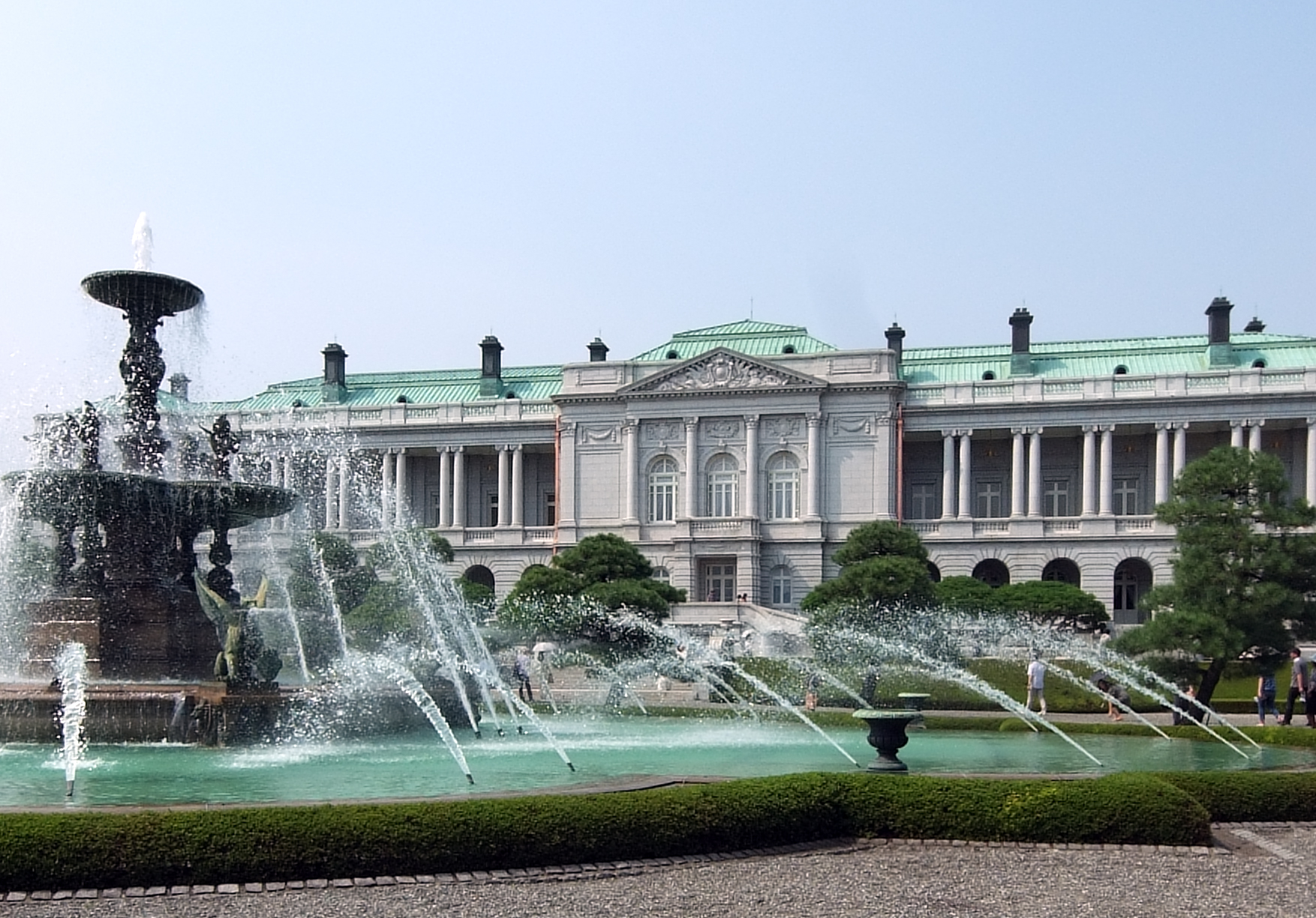
Головна будівля та фонтан
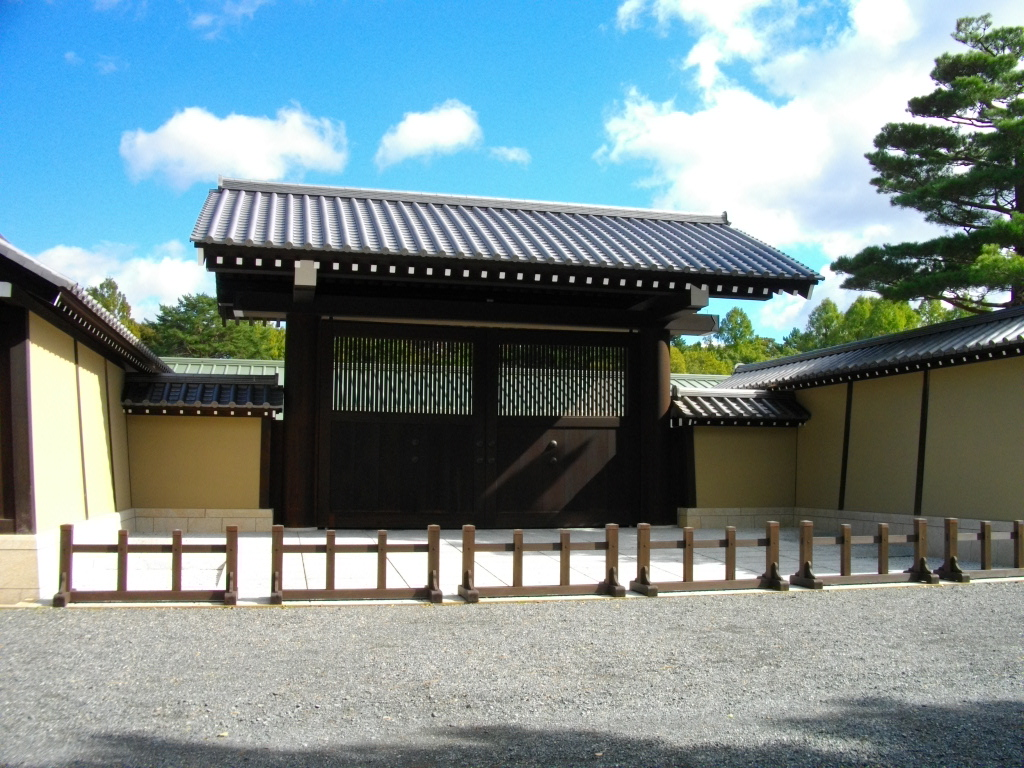
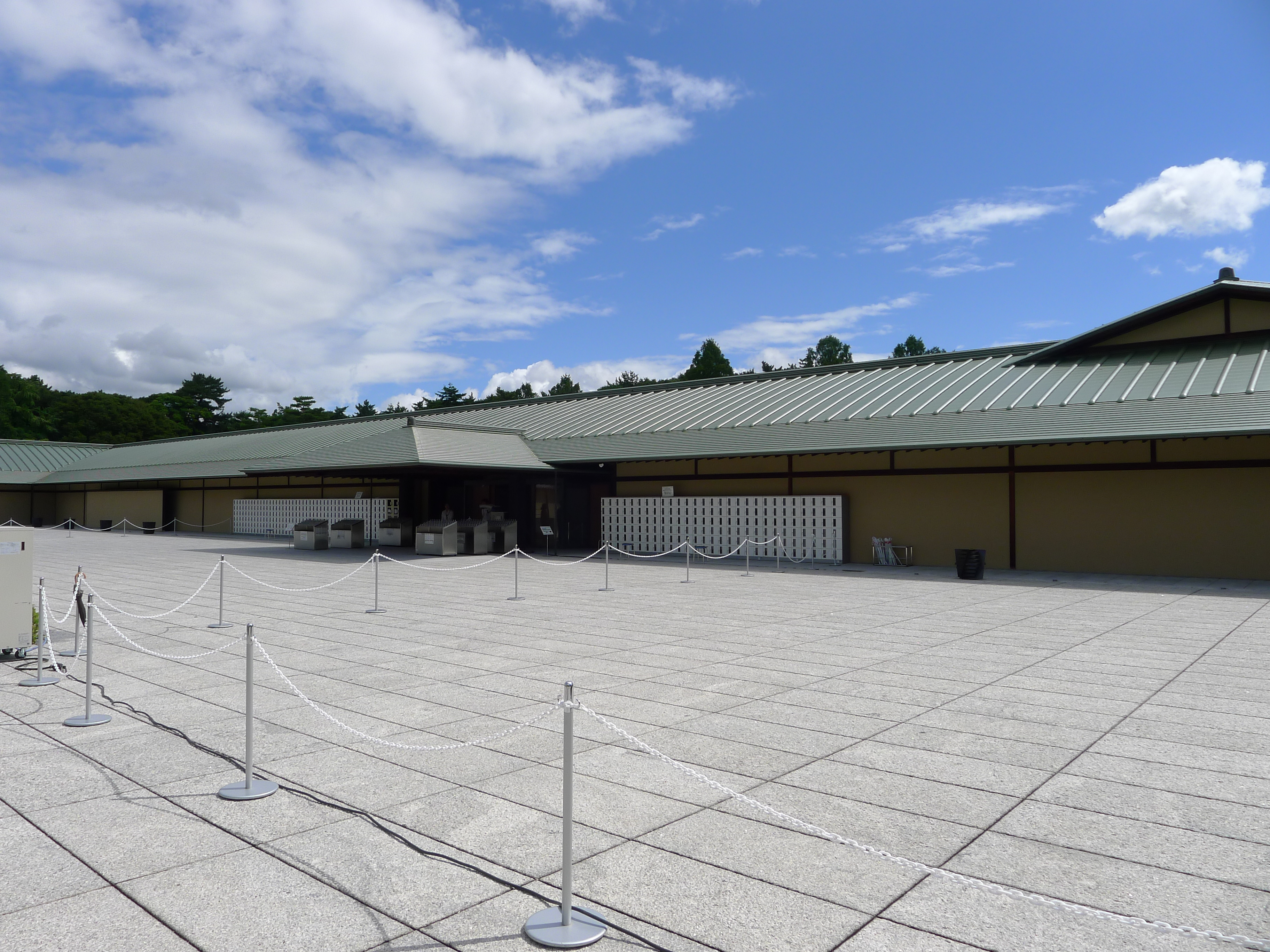
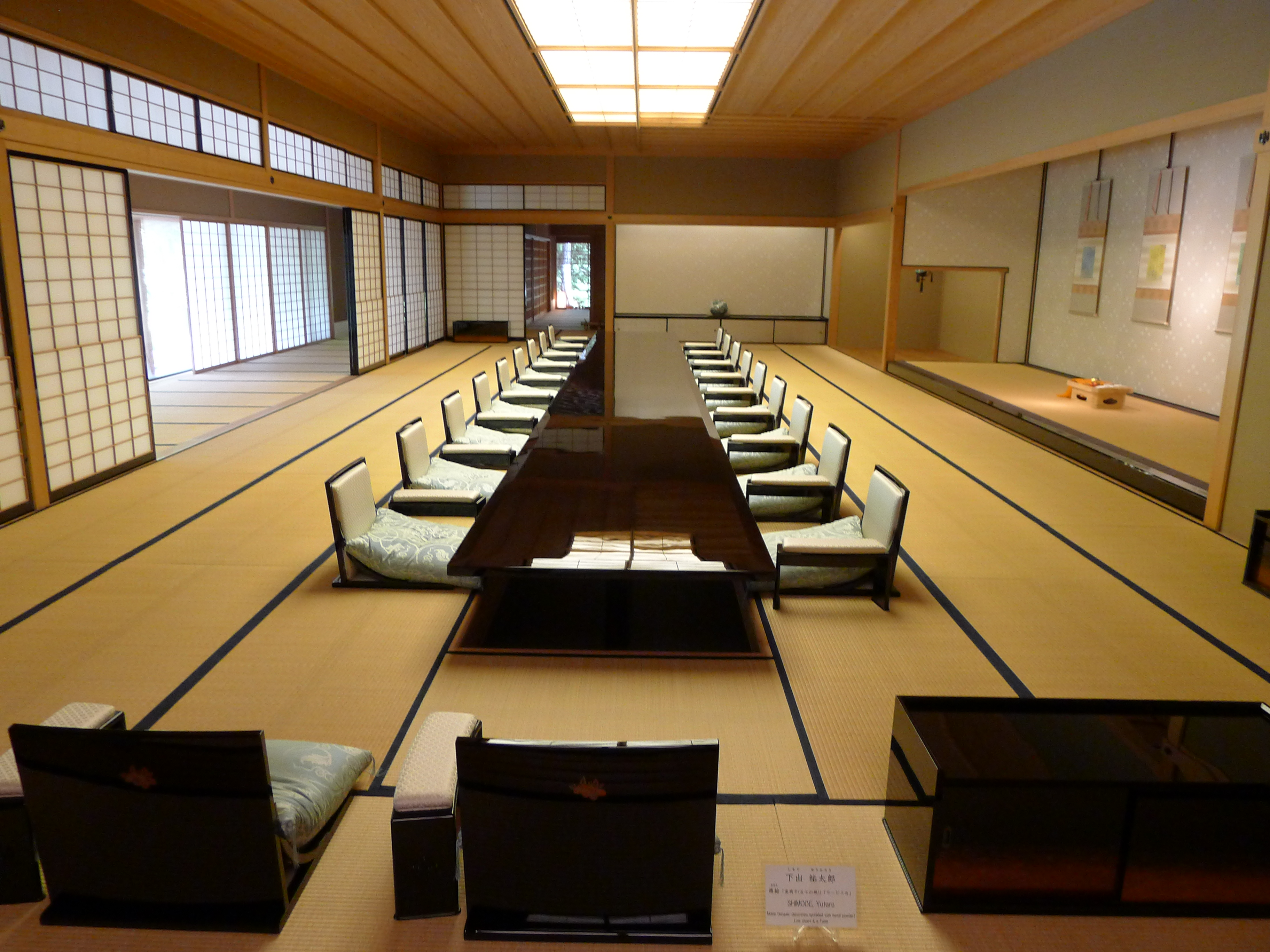
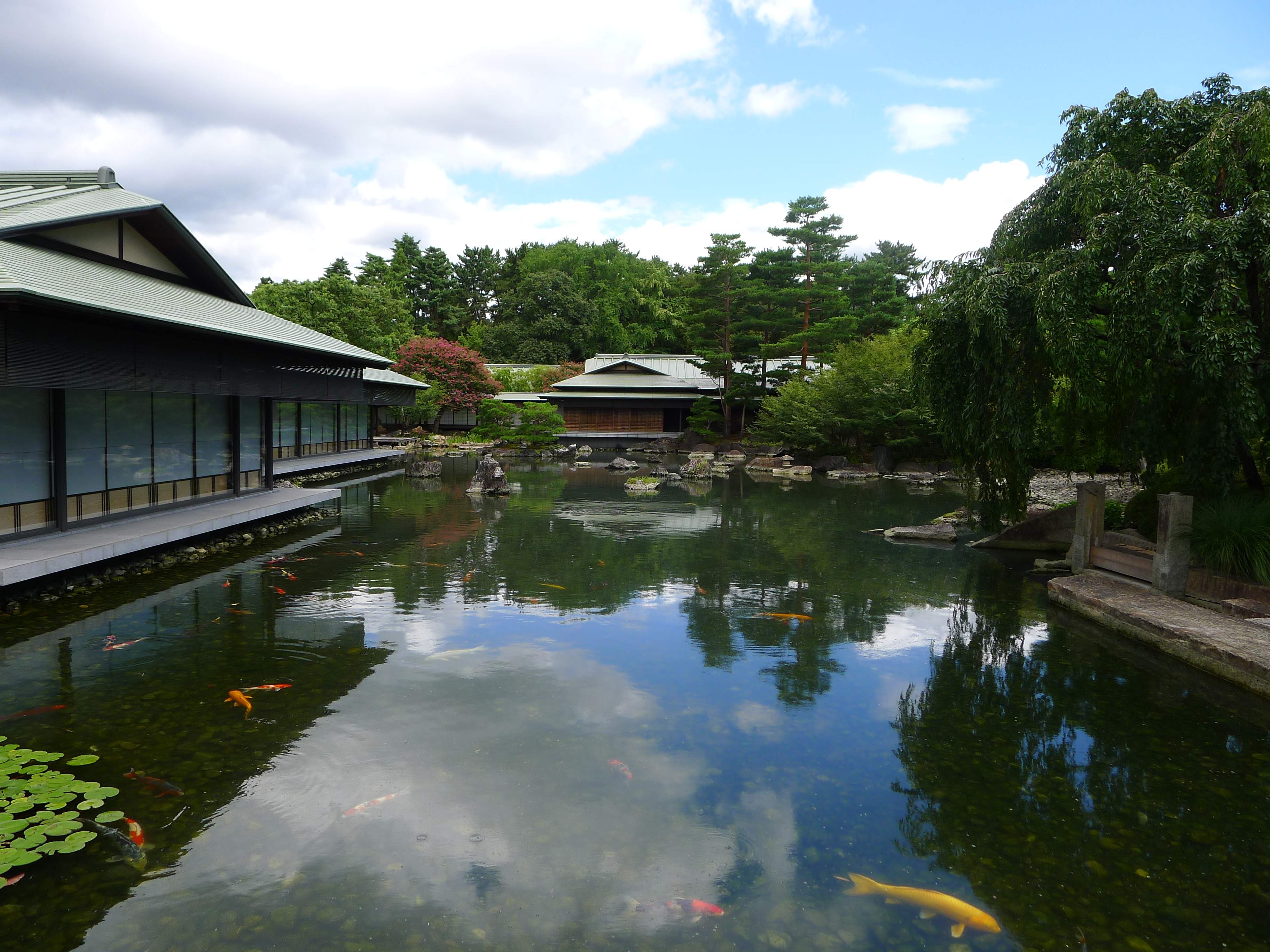
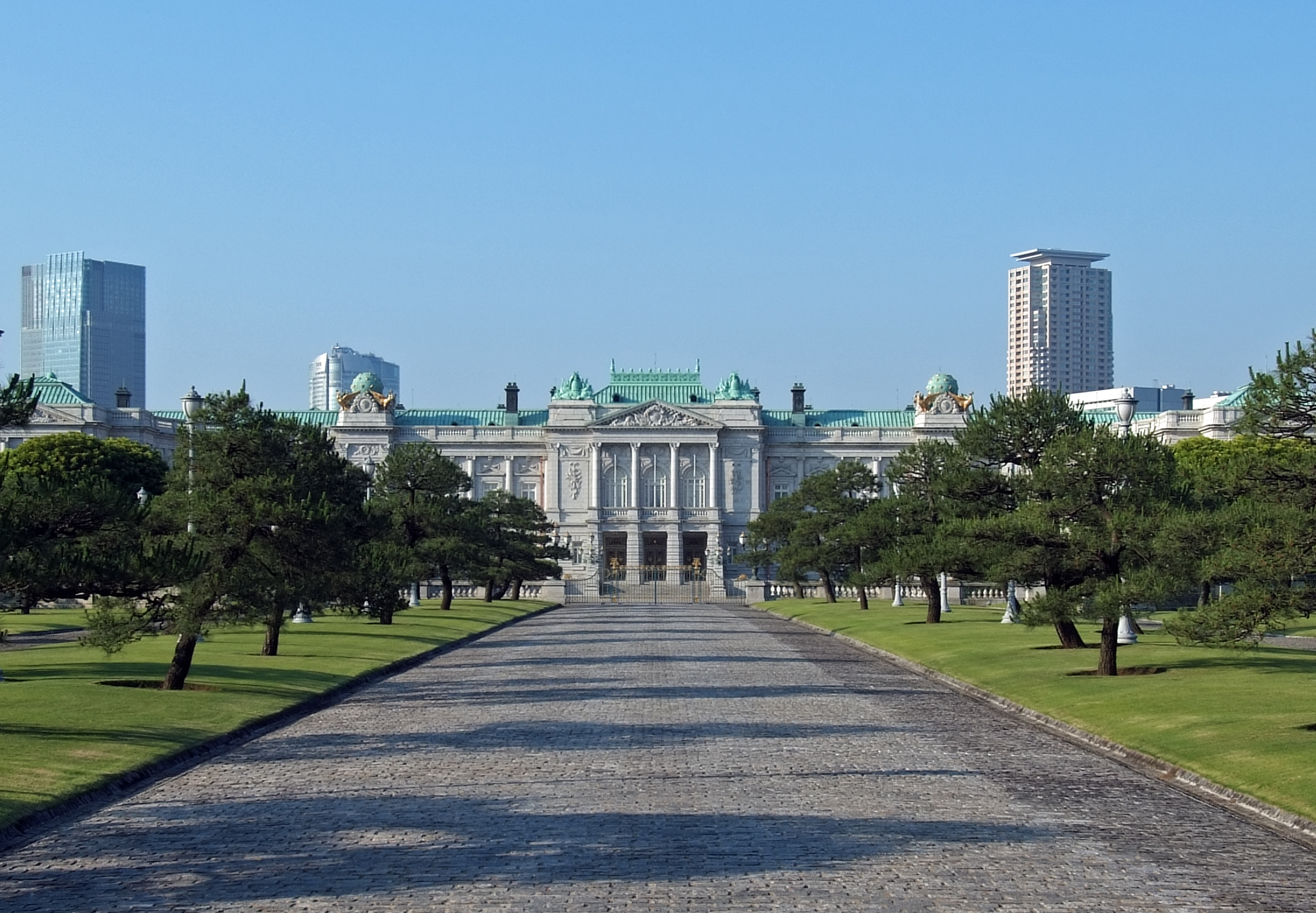
main entrance and garden
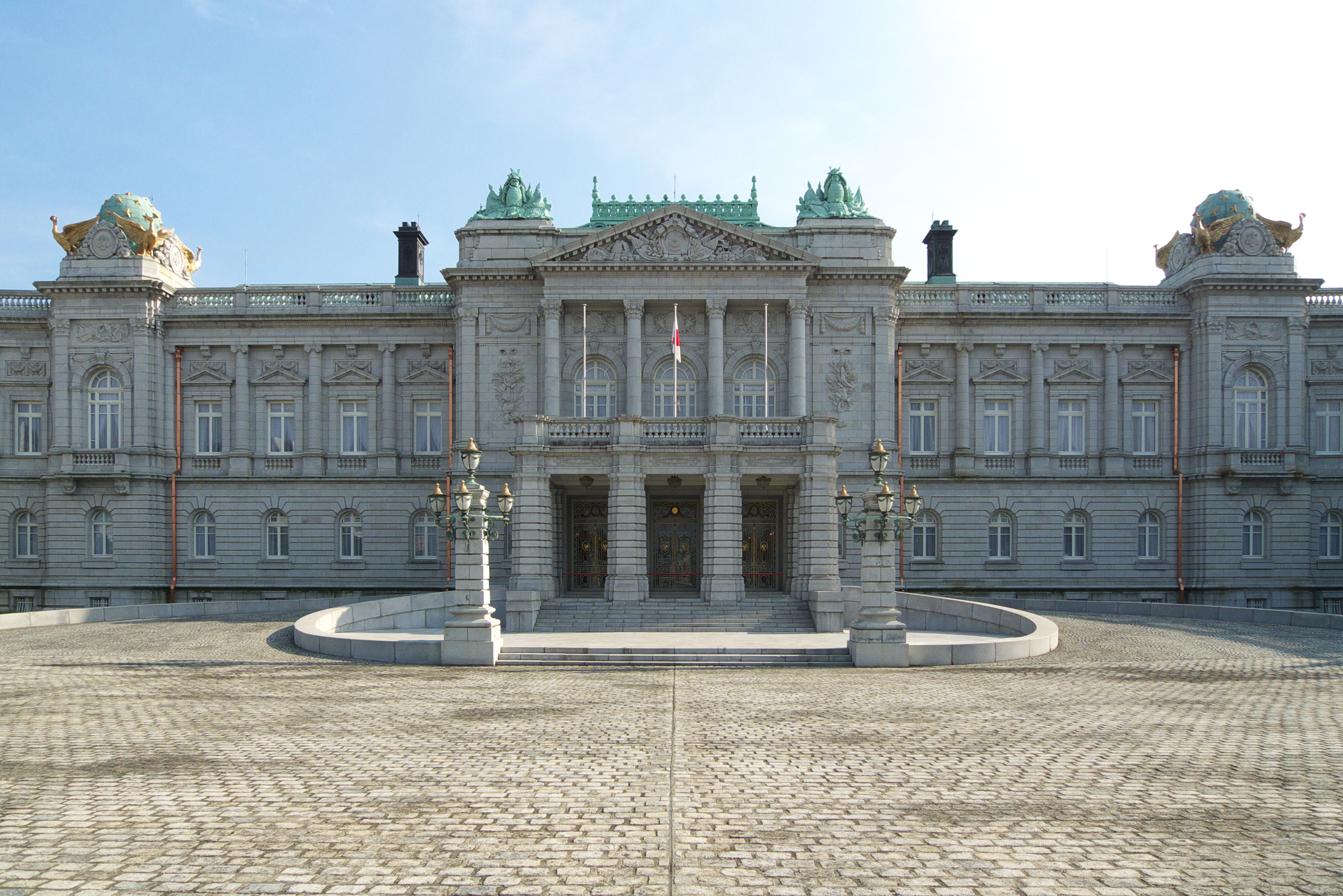
Головний вхід
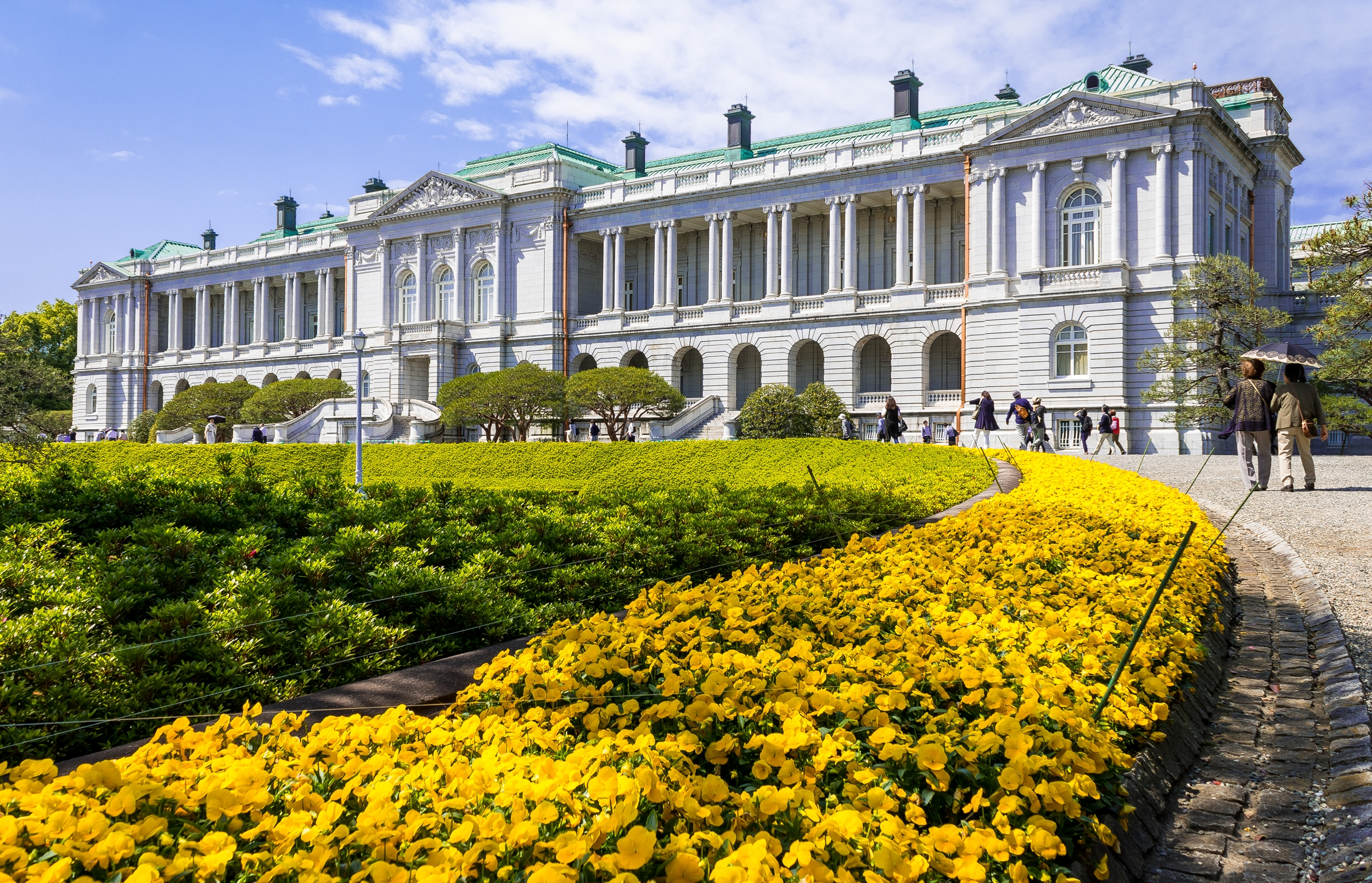
Головний сад
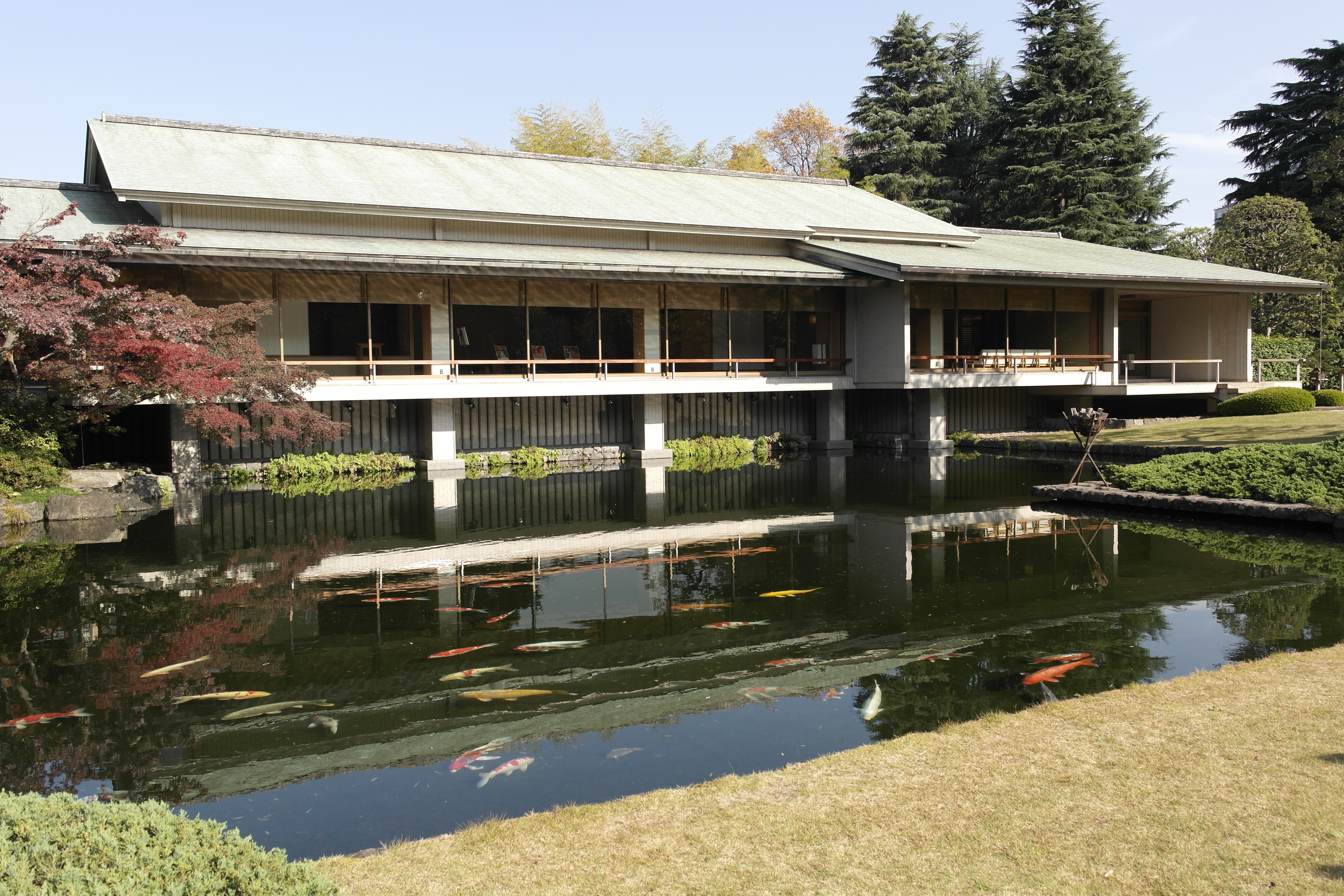
Annex Yushin-tei
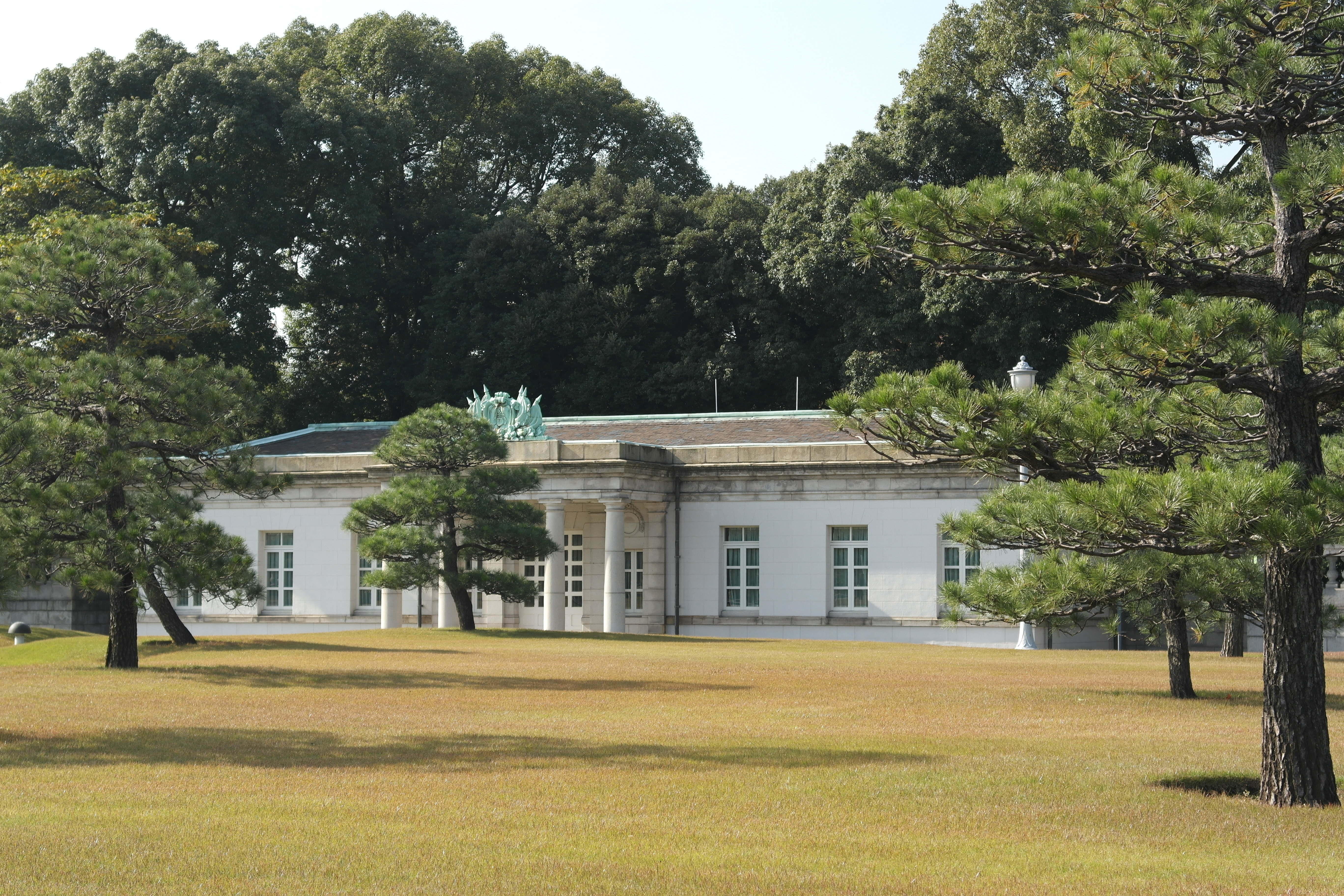
Safety facilities and national treasure accompanying Akasaka-yuen
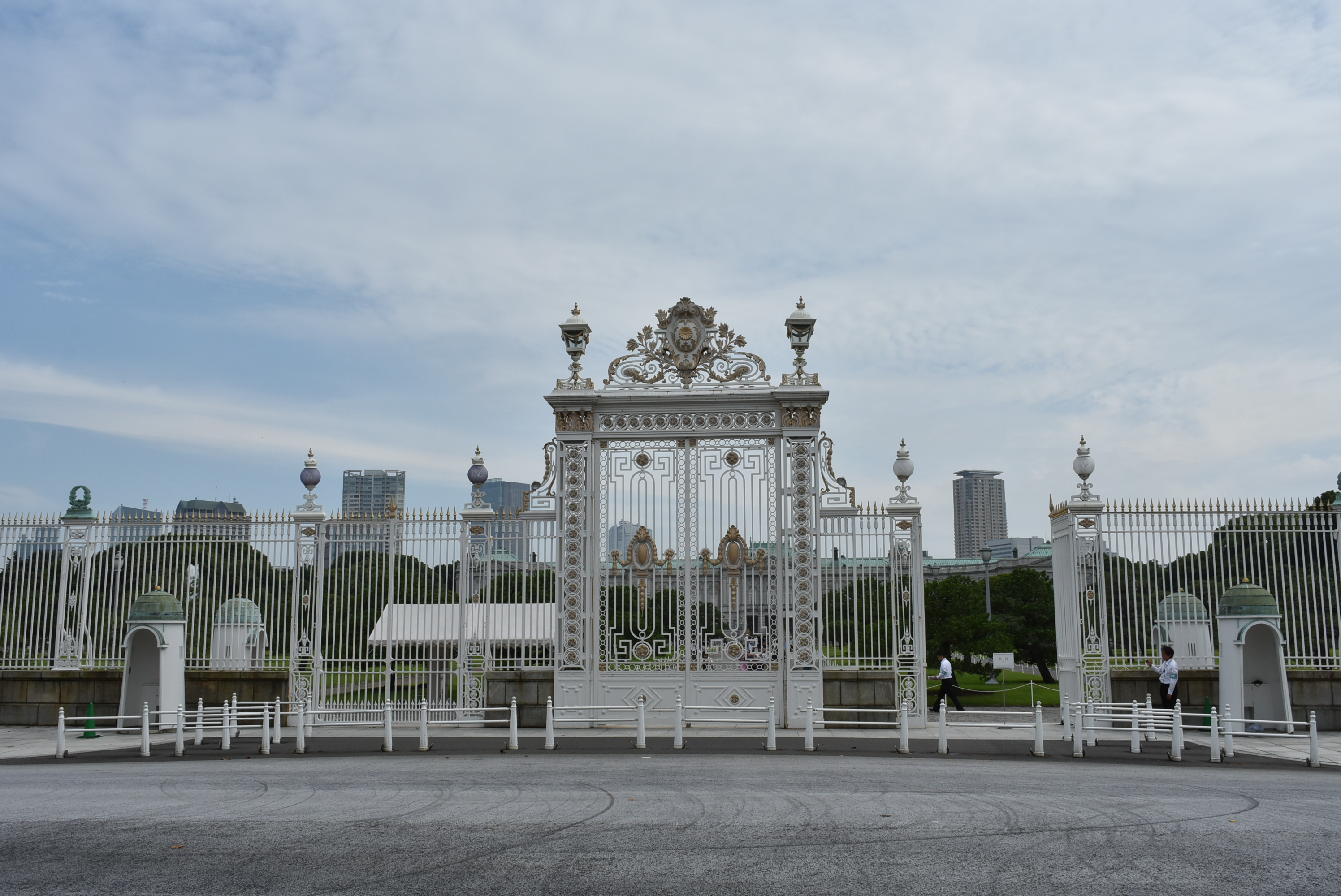
Gate
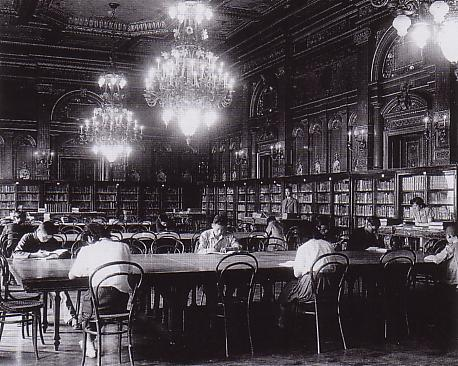
Akasaka Palace as the National Diet Library, circa 1948
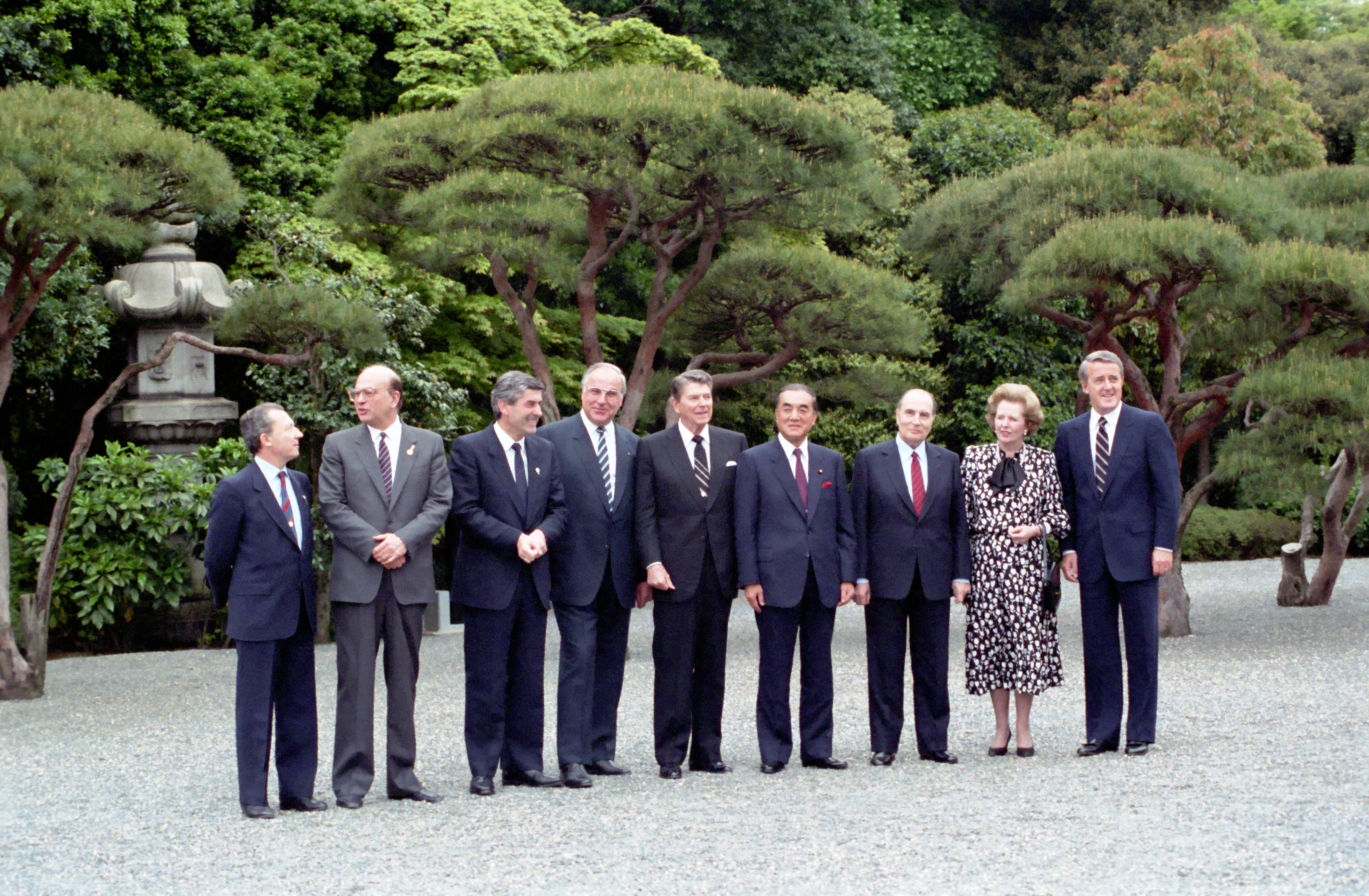
The 1986 G7 summit, the second G7 summit the palace hosted
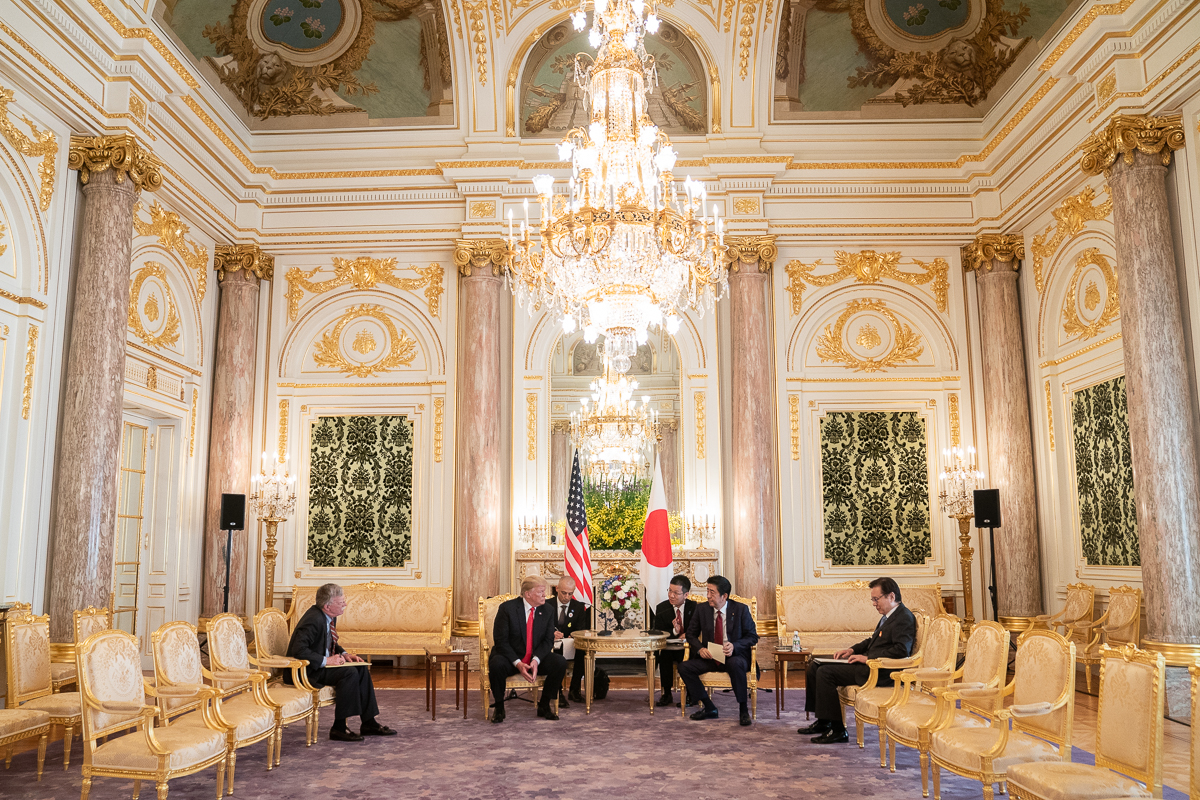
Japan's Prime Minister Abe Shinzo meeting U.S. President Donald J. Trump (May 27, 2019)